# Franziska Gminder
Franziska Gminder (nascida em 4 de fevereiro de 1945) é uma política alemã da Alternativa para a Alemanha (AfD) e desde 2017 membro do Bundestag. Ela é membro da facção völkisch - nacionalista dentro do seu partido.

## Vida
Gminder tornou-se membro da recém-fundada AfD em 2013 e depois das eleições federais alemãs de 2017 tornou-se membro do Bundestag, o principal órgão legislativo.
Gminder é considerada parte da facção nacionalista do partido: Der Flügel (a ala).